# Фатоумата Диавара
Фатоумата Диавара (1982) је малијанска певачица, која тренутно живи у Француској.

## Биографија
Фатоумата је рођена у Обали Слоноваче, као дете Малијанских родитеља. Од детињства је играла у трупи свог оца. Велики успех имала је играјући дидиади плес Васолоуа, земље својих предака у западној Африци. Због своје бунтовничке природе, напушта школу, и родитељи је, по Афричкој традицији, шаљу да живи код тетке у Бамаку. Појављује се у филму "Моћ жена", са једном репликом што је даље одводи у филмску индустрију. Диавара се сели у Француску, како би нставила да се бави глумом. 1999. године добија једну од главних улога у филму Чеика Омара Сисокоа "Генезис". Са осамнаест година одлази у париски театар где игра Софоклеову Антигону у режији Коуиате. 2001. године игра главну улогу у филму "Сиа, сан о питону" Даниа Коуиате. Прикључује се међународно признатој трупи Ројал де Лукс, и игра главну улогу у мјузиклу "Кирикоуа и Караба". Касније почиње да учи, да свира гитару, и пише, и компонује своје песме. Њене песме су биле спој Васолоуа, традиције Јужног Малија, са међународним утицајем. Писала је за свој "сензуални глас". Сарађивала је са бројним признатим Малијанским и светским музичарима, као што су Чеик Тидиане Сек, Омар Сангаре, АфроКубизмо, Ди Ди Брдгеватер(Црвена земља: Малијанско путовање) и оркестар Поли- Ритмо де Котоун. Песма ЕП Каноу излази 9. маја 2011., а први албум Фатоу септембра 2011. године у издаваштву Ворлд Сиркјут Рекордса. Издавачка кућа Нонсач Рекордс објављује песму ЕП Кануо у Северној Америци 27. септембра 2011., а цео албум Фатоу августа 2012. године.
Септембра 2012. Фатоумата учествује у кампањи 30 песама/ 30 дана као подршка организацији Пола неба: претварање угњетавања у прилике женама широм света, мулти платформни медијски пројекат инспирисан књигама Николаса Кристофа и Шели Вудн. Септембра 2012. се појављује на платформи Афричке железнице са Дамон Албарн, Рокиом Траоре, Баабаом Мал, Амадоуом и Мариам, Николас Џар, групом Ноисет и многим другима. Кулминација догађаја је била на 4,5 км долазећи у место Краљев крст, када је Фатоумата наступила са Пол Макартнијем.
Последњих година Фатоумата је на светској турнеји. 2013. године је у Гластонбурију имала значајан перформанс за Англо-саксонско говорно подручје. Поред бројних Европских наступа, турнеја је одводи у Јужну Америку, Азију, Аустралију, као и на више турнеја по САД, где је 2013. наступила као део Клинтон Глобал Иницијативе; наступила је са групом Рутс у Њујорку. Средином 2014. године почиње сарадњу са Робертом Фонсеком, са којим је имала доста јавних наступа и учешће на албуму Код куће - живот у Марциаку. У 2014. је проширила сарадњу са Марајом Андраде и Омаром Портуондом. Фебруара 2015. је имала свој први јавни наступ, по повратју са светске турнеје, на фесивалу Сур ле Нигер у Сегоу. На том фестивалу се појавила са својим дугогодишњим пријатељем и ментором Омауом Сангаре, Басеко Коуиата и многим другима.
Поред тога, наставила је са својим филмским активностима, бројним улогама и наступима са музичким нумерама у многим филмовима. Имала је вишеструка остварења, као што су награда Цезар, седам пута и Оскар за најбољи филм на страном језику, Тимбукт 2014. године.

## Филмографија
- 1996. Тафе Фанга - Адама Драбоа;
- 1999. Генезис - Чеик Омара Сисока, у улози Дине;
- 2002. Sia, san o pitonu - Дани Коуиае, у улози Сие;
- 2008. Доћи ће на Конакри - Чеик Фантамади камара, у улози Сире;
- 2010. Подстицај - Елеоноре Кампанела;
- 2010. Ни бринета, ни плавуша - Абдерахман Сисако;
- 2011. Приче о ноћи - Михаел Оцелот;
- 2013. Африка Експрес - Ренауд Барет и Флорент де Ла Тулпе;
- 2014. Тимбукт (Туга птица) - Абдерахман Сисако;
- 2015. Морбиаса - Чеик Фантамади Камара;
- 2016. Малијски блуз - Луз Грегор;